# Westerplatte (Słupsk)

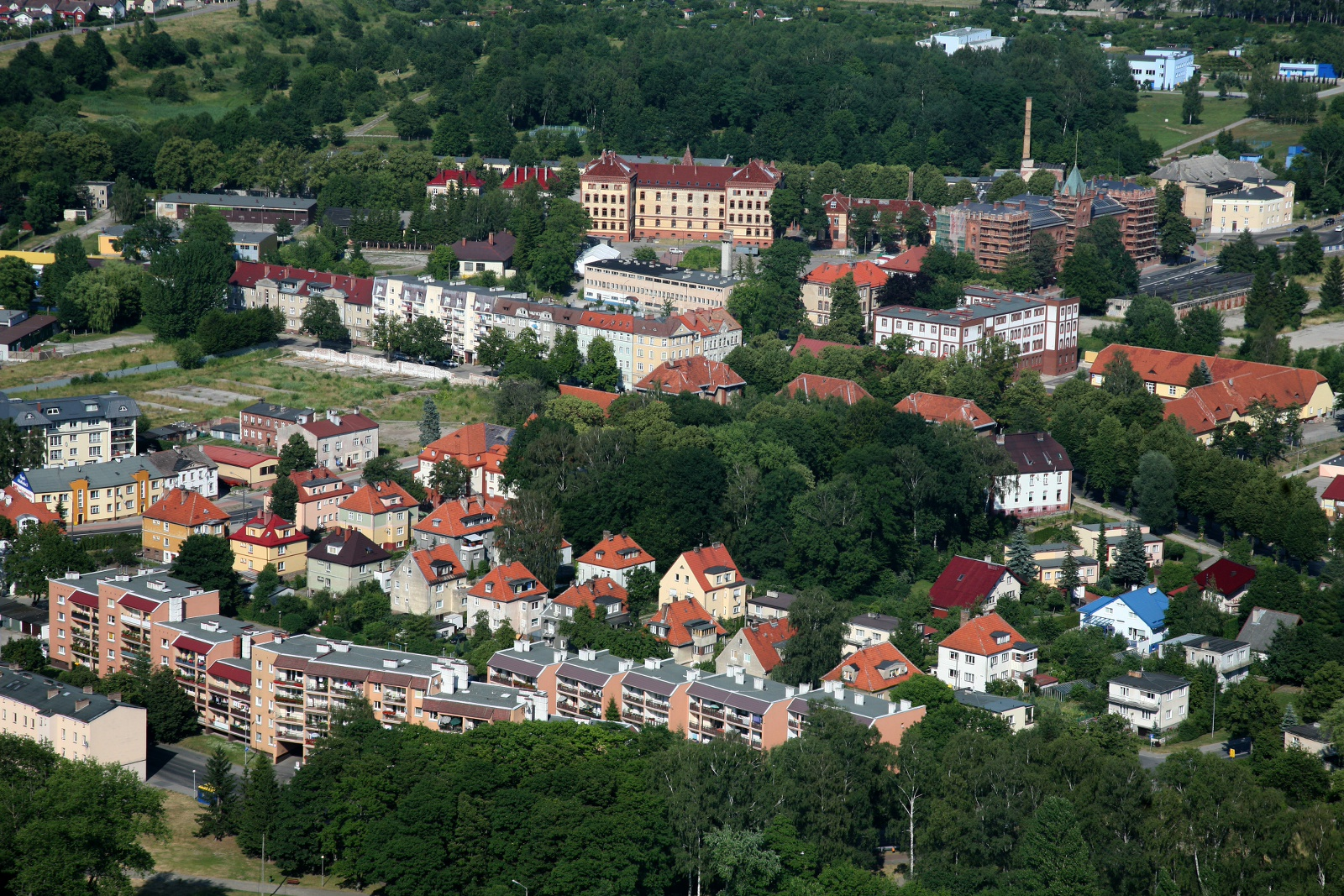
Osiedle Westerplatte w Słupsku

Westerplatte – jedna z największych dzielnic Słupska. W jej skład wchodzą mniejsze osiedla:
- Osiedle Akademickie
- Osiedle Słowińskie
- Osiedle Westerplatte

Sąsiaduje z Ryczewem, Nadrzeczem oraz Śródmieściem, a także z gminą Słupsk i gminą Kobylnica. W granicach Westerplatte położony jest największy park Słupska, Lasek Południowy.
W latach 1986–1999 osiedle miało połączenie trolejbusowe z osiedlem Niepodległości (linie B i C).